# Herrenhaus Braunsforth
Das Herrenhaus Braunsforth ist ein Herrenhaus in Bród im ehemaligen Kreis Saatzig, heute Powiat Stargardzki.

## Gutsgeschichte
Seit dem Mittelalter beherrschten die Wedels das Gebiet, das daher auch "Wedelkreis" genannt wurde. Braunsforth, seit dem 17. Jahrhundert in Wedelschem Besitz, liegt westlich der älteren Wedelschen Güter in Vehlingsdorff (heute: Wieleń Pomorski) und Marienhagen (heute: Oświno). Melchior Magnus von Wedel vereinte mehrere Dörfer zu einem Gut, das nach seinem Tod im Jahr 1744 unter seinen vier Söhnen aufgeteilt wurde.
Anfang des 19. Jahrhunderts wurde ein eingeschossiges einfaches Herrenhaus erbaut, das im Laufe des Jahrhunderts aufgestockt und vergrößert wurde. Das Herrenhaus brannte 1917 beinahe vollständig ab. Das Herrenhaus in Braunsforth galt als einer der bekanntesten Herrensitze im Kreis Saatzig.

## Bauwerk
Der Bau auf quadratischem Grundriss trägt ein Mansarddach und hat rustizierte Ecken. Das Gebäude wird derzeit renoviert. Die historische Innenausstattung ist nicht erhalten geblieben.

## Landschaftspark
In der Nachbarschaft des Herrenhauses sind landwirtschaftliche Gebäude und ein 3,6 Hektar großer Park im englischen Stil erhalten. Der Park enthält zwei Teiche, einen Brunnen, einen Ahnenfriedhof und einen reichen Baumbestand, darunter Roteiche, Stieleiche, Platane, Hainbuche und Winterlinde.